# Europo Demokratio Esperanto
Eŭropo Demokratio Esperanto (EDE) är ett politiskt parti som vill att EU använder esperanto som arbetsspråk. 

## Mål och syfte
EDE:s mål är att överbrygga språksvårigheter i EU med hjälp av esperanto.
Syftet är att stärka demokratin och medborgarnas deltagande på europanivå, att öka effektiviteten i EU:s arbete, samt att stärka jämlikheten mellan Europas folk genom att alla länders språk behandlas lika. En övergång till esperanto som arbetsspråk skulle också kunna spara stora belopp för språkinlärning och tolkning.
Exempelvis har en studie från universitetet i Genève 2005 , beställd av schweiziska regeringen, visat att Storbritannien varje år tjänar 17-18 miljarder euro (omkring 200 miljarder kronor, 2009) på att engelska språket har en dominerande roll i EU. Ifall EU gick över till esperanto som huvudspråk skulle nettovinsten, inräknat Storbritannien och Irland, bli 25 miljarder euro.

## Rörelse och historia
EDE bildades 2003 med sikte på EU-valet 2004 och fick då drygt 25 000 röster i Frankrike. 
I EU-valet 2009 ställer EDE upp i Frankrike och Tyskland.